# Гай Салоний Матидий Патруин
Гай Салоний Матидий Патруин (лат. Gaius Salonius Matidius Patruinus, I век — 78) — римский сенатор, живший в Римской империи в I веке во время правления Веспасиана.

## Биография
Патруин происходил из богатой семьи Вичетии (современная Виченца, Северная Италия). Около 63 года он женился на знатной римлянке Ульпии Марциане, старшей сестре будущего императора Траяна. 4 июля 68 года Марциана родила ему дочь и их единственного ребенка Салонину Матидию.
Он служил претором и через эту должность стал сенатором. В 70/71 году Патруин, возможно, служил губернатором Верхней Германии. В момент своей смерти в 78 году, в Риме, Патруин был священником и служил в качестве члена арвальских братьев. После этого Марциана и Матидия переехали жить к Траяну и его жене Помпее Плотине.
Патруин был покойным дедом по материнской линии дочерей Матидии от трех ее браков: римской императрицы Вибии Сабины, жены Адриана, и знатных Матидии малой (или Миндии Матидии) и Рупилии Фаустины.
Итальянская деревня Матигге (древняя Матидия) названа в честь него и его второй внучки Матидии минор. Среди его потомков - римские императоры Марк Аврелий и его преемник Коммод.